# Innernstein
Innernstein ist ein Ort im Mühlviertel in Oberösterreich wie auch Katastralgemeinde und Ortschaft der Marktgemeinde Münzbach und Ortschaft der Gemeinde Bad Kreuzen im Bezirk Perg.
Namensgebend ist Schloss Innernstein. Innernstein war von 1848 bis Ende 1937 eine selbständige politische Gemeinde.

## Geographie
Innernstein befindet sich etwa 30 Kilometer östlich von Linz, 9 Kilometer östlich von Perg, und 8½ Kilometer nördlich der Donau.
Der Ort liegt halbwegs zwischen Münzbach im Westen und Bad Kreuzen im Osten, je 3 km von diesen entfernt, auf um die 300 m ü. A. Höhe, an der Südkante des Mühlviertler Hochlandes zum Ostende das Machlandes, rechts des Klambachs.
Es gehört zur oberösterreichischen Raumeinheit Aist-Naarn-Kuppenland, der Ostteil am Klambach schon zu den Südlichen Mühlviertler Randlagen.

### Katastralgemeinde Innerstein
Die im östlichen und nördlichen Teil der Marktgemeinde Münzbach gelegene Katastralgemeinde hat 566 Einwohner (Volkszählung 2001), die sich auf die Rotten Danndorf (36 Einwohner), Sulzbach (91) und Untergaisberg (76) sowie die Streusiedlungen Innernstein (82), Obergaisberg (141) und Saxenegg (140) aufteilen.
Die Burgruine Saxenegg, der die Ortschaft Saxenegg den Namen verdankt, befindet sich in der Nähe der Gemeindegrenze bereits auf dem Gebiet der Gemeinde St. Thomas am Blasenstein und ist fast gänzlich verfallen.
Innerhalb der Katastralgemeinde sind in der Grundkarte eine Reihe von Höhenangaben wie verzeichnet, u. a. beim Bauernhof Oberkurz mit 598 m ü. A. eine der höchsten Erhebung und beim Bauernhof Hofstätter bei 295 m ü. A. einer der niedrigsten Punkte.
In der Katastralgemeinde Innerstein befindet sich bei Sulzbach südwestlich des Pimmelgutes der geographische Mittelpunkt des Bezirks Perg.  Die genauen Koordinaten wurden mit 14° 44' 16,9" Ost und 48° 16' 30,8" Nord ermittelt.
Im Westen bildet der Kropfmühlbach die Grenze zur Katastralgemeinde Pergkirchen in der Stadt Perg, im Osten der Kefermühlbach zu den Gemeinden St. Thomas am Blasenstein und Bad Kreuzen. Der Sulzbach entspringt in der Ortschaft Sulzbach und fließt nördlich von Schloss Innernstein Richtung Osten, bis er an der Grenze der Katastralgemeinde in den Kefermühlbach mündet. Im Norden fließt an der Grenze der von Rechberg kommende Hinterbergbach bevor er in den Saxeneggerbach mündet, der dann schließlich in den Kefermühlbach entwässert. Entlang des Schwertmüllerbaches befanden sich die Schwertmühle. Das Tal des Kefermühlbaches war in früheren Jahrhunderten ein Mühlental. Bekannte Mühlen entlang des Baches waren die Haselmühle, Gstöttenmühle, Oelmühle, Mittermühle, Hammerschmied, Kefermühle und Aschaumühle. Im Süden fließt der Falkenauerbach, die die Grenze zur Gemeinde Arbing bildet.
| Rechberg (Gem.) Windhaag b.P. (Gem. Windhaag b.P.)      |                                               | St. Thomas am Blasenstein (Gem.)                       |
| Altenburg (Gem. Windhaag b.P.) Münzbach (Gem. Münzbach) | Kompassrose, die auf Nachbargemeinden zeigt   | Kreuzen (Gem. Bad Kreuzen) Kalmberg (Gem. Bad Kreuzen) |
| Puchberg im Machland I (Gem. Arbing)                    | Puchberg im Machland II (Gem. Baumgartenberg) | Clam (Gem. Klam)                                       |

### Ortschaft Innernstein
Die Ortschaft Innernstein reicht im Südosten teilweise in die Katastralgemeinde Kreuzen der Marktgemeinde Bad Kreuzen, wo der Klambach die Grenze bildet.
Zum Ort gehören auch die Münzbacher Einzellagen Eder und Hummelberger, sowie Schloss Innernstein, das nordöstlich des Orts Danndorf liegt.
| Sulzbach (O, Gem. Münzbach) Danndorf ∗ (O, Gem. Münzbach) | Thomasreit (O, Gem. St. Thomas a.B.)        |                                    |
| Pilgram (O, Gem. Münzbach)                                | Kompassrose, die auf Nachbargemeinden zeigt | Klaus (O, Gem. Bad Kreuzen)        |
| Obergaisberg (O, Gem. Münzbach)                           | Untergaisberg (O, Gem. Münzbach)            | Oberkalmberg (O, Gem. Bad Kreuzen) |

∗ Danndorf ist weitgehend von Innerstein umschlossen

## Geschichte

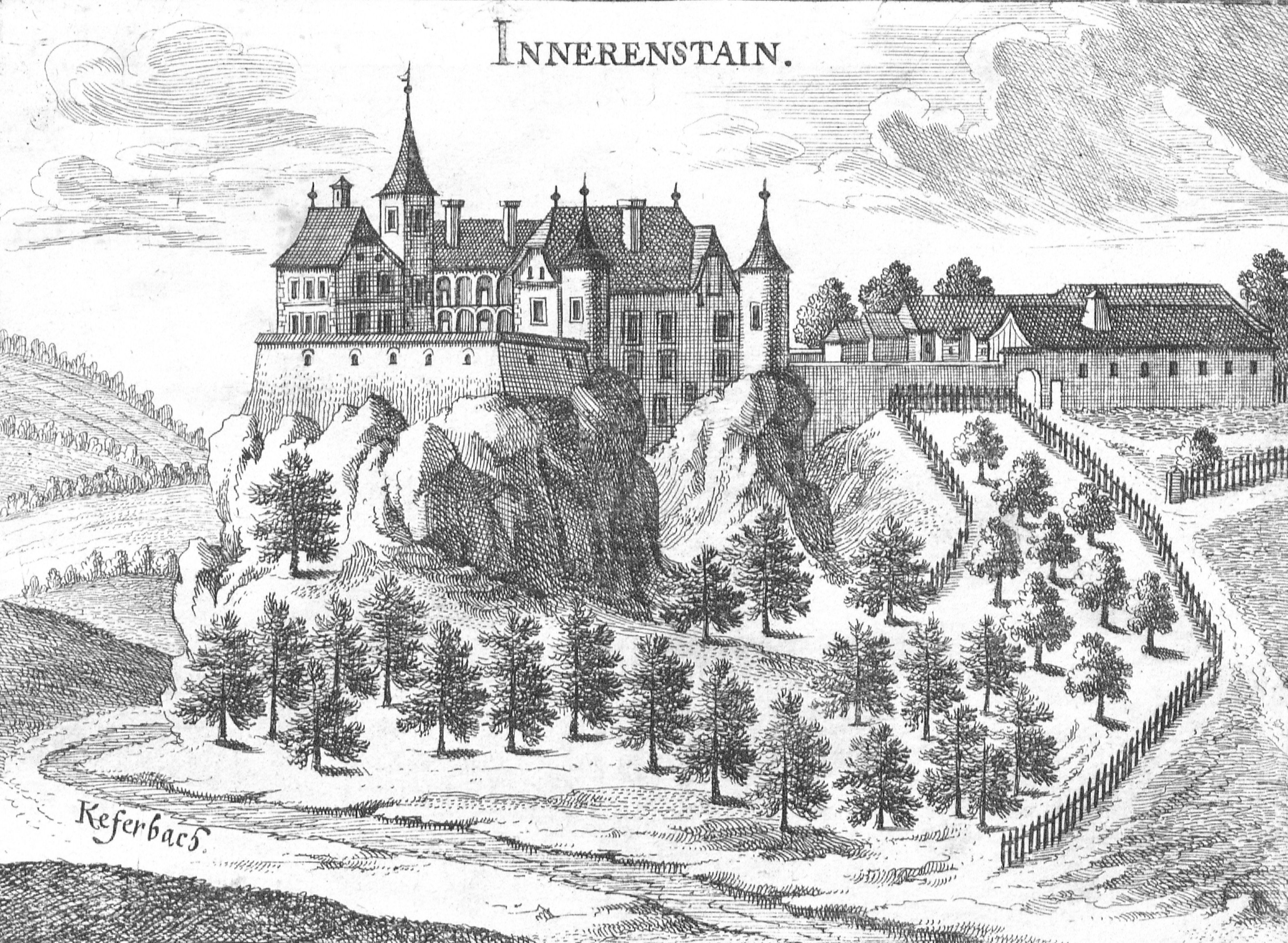
Schloss Innernstein (Vischer-Stich)

Für Innernstein und Saxenegg liegen historische Häuser- und Einwohnerzahlen vor:
- In der Ortschaft Innernstein standen 1788 16 Häuser, 1809 17, 1825 22 mit 114 Bewohnern und 1869 16 mit 89 Bewohnern. Im 20. Jahrhundert wurden 1951 25 Häuser mit 130 Bewohnern, 1961 26 Häuser mit 119 Bewohnern. Diese Angaben verstehen sich einschließlich der zur Marktgemeinde Bad Kreuzen zählenden Teile der Ortschaft. Der auf Münzbach entfallende Teil der Ortschaft hatte 1951 17 Häuser mit 94 Bewohnern, 1961 18 Häuser mit 77 Bewohnern, 1971 18 Häuser mit 88 Bewohnern, 1981 19 Häuser mit 88 Bewohnern, 1991 23 Häuser mit 72 Bewohnern und 2001 23 Häuser mit 82 Bewohnern.
- In der Ortschaft Saxenegg standen 1809 22 Häuser. 1825 wohnten in 21 Häusern 133 Bewohner, 1869 in 23 Häusern 166 Bewohner, 1951 in 23 Häusern 125 Bewohner, 1961 in 23 Häusern 129 Bewohner, 1971 in 23 Häusern 133 Bewohner, 1981 in 25 Häusern 133 Bewohner, 1991 in 30 Häusern 144 Bewohner und 2001 in 32 Häusern 140 Bewohner.

Anfang der 1920er Jahre begab die Gemeinde Innernstein wie viele andere Gemeinden Notgeld.
1934 wurde die Freiwillige Feuerwehr Obernstraß gegründet und in Pilgarn ein Feuerwehrhaus errichtet, das 1969, 1992 und 2007 erweitert und modernisiert wurde.

### Bürgermeister von Innernstein
- Huber Philipp (1850 bis 1861)
- Josef Buchmayr (1861 bis 1864)
- Anton Grillenberger (1864 bis 1867)
- Josef Buchmayr (1867 bis 1879)
- Johann Kragl (1879 bis 1882)
- Peter Brandstetter (1882 bis 1894)
- Georg Kriechbaumer (1894 bis 1900)
- Peter Grillenberger (1900 bis 1919)
- Karl Schickermüller (1919 bis 1934)
- Johann Böcksteiner (1934 bis 1938)

## Wirtschaft und Infrastruktur

### Verkehr
Im Südwesten bildet die L1423 ein kurzes Stück die Grenze zur Katastralgemeinde Münzbach. Kurz nach Münzbach gelangt diese Straße wieder in die Katastralgemeinde Innernstein, führt durch die Ortschaften Danndorf, Innerstein und Untergaisberg und führt dann Richtung Klam. Die L1434 erreicht beim Rammelhof die Katastralgemeinde Innernstein und verlässt diese bei der Haslmühle Richtung St. Thomas am Blasenstein.

### Infrastruktur
Die Freiwillige Feuerwehr Obernstraß wurde 1934 gegründet, bestand im ersten Jahr aus 17 Feuerwehrmännern und bekam nach der Anschaffung von Ausrüstungsgegenständen und der Errichtung eines Feuerwehrhauses 1936 die Pflichtbereiche Obergaisberg- und Untergaisberg, Danndorf, Innernstein, Pilgram und der östliche Teil von Mollnegg zugewiesen. Während des Zweiten Weltkriegs war die selbstständige Feuerwehr aufgelöst und als dritter Löschzug der Feuerwehr von Münzbach angeschlossen. Nach dem Krieg wurde 1950 eine enge Zusammenarbeit mit der Feuerwehr Münzbach beschlossen. Das ursprünglich aus Holz erbaute Feuerwehrhaus in Pilgram (Katastralgemeinde  Münzbach) wurde 1955 elektrifiziert und 1969 durch einen Ziegelbau ersetzt, der 1992 umgebaut und 2007 erweitert wurde. 2008 verfügte die Feuerwehr über einen Mitgliederstand von 79 Kameraden. Sie sorgt für den Brandschutz und die allgemeine Hilfe.

## Kultur und Sehenswürdigkeiten
Bedeutend ist das in Privatbesitz befindliche Schloss Innernstein, das in den letzten Jahren gründlich saniert wurde, einschließlich seiner Schlosskapelle.
In der Ortschaft Innernstein befinden sich mehrere Kleindenkmäler, die von den jeweiligen Errichtern bzw. deren Nachkommen in Stand gehalten bzw. erneuert werden.
- Eppich-Kapelle: Kapelle neben dem Güterweg Innernstein mit mehreren Marienbildern und einem Bild des heiligen Antonius von Padua.
- Hofbauer-Kapelle: In der 1946 geweihten Kapelle befindet sich eine Darstellung des heiligen Leonhard als Viehpatron mit Kuh und Pferd sowie mehrere Marienbilder.
- Bildstöcke bei Hofstätter und Slawiczek

## Persönlichkeiten
Ehrenbürger von Innernstein:
- Georg Aigner: Pfarrer von Münzbach von 1902 bis 1931
- Franz Mehr: Arzt und Bürgermeister von Münzbach von 1894 bis 1909
- Franz Josef Rudigier: Bischof von Linz (1878)
- Johann Sonnleitner: Pfarrer von Münzbach von 1931 bis 1938